# Liste des unités monétaires obsolètes
La liste des unités monétaires obsolètes reprend, par ordre alphabétique, la liste des monnaies ayant été utilisées dans le passé et depuis remplacées par d'autres monnaies. Pour les unités monétaires modernes ayant actuellement valeur légale, voir Liste des unités monétaires modernes.
| Unité monétaire                                | Code | Pays                          | Date                                                                                            | Remplace                                | Code        | Taux de change            | Motif | Remplacé par                                                           | Code             | Taux de change                                                                      | Motif | |
| ---------------------------------------------- | ---- | ----------------------------- | ----------------------------------------------------------------------------------------------- | --------------------------------------- | ----------- | ------------------------- | --- | ---------------------------------------------------------------------- | ---------------- | ----------------------------------------------------------------------------------- | --- | --- |
| Afghani afghan[Information douteuse] (premier) | AFA  | Afghanistan                   |                                                                                                 |                                         |             |                           | | Afghani afghan[Information douteuse] (second)                          | AFN              |                                                                                     | | |
| Bolivar vénézuélien                            | VEB  | Venezuela                     |                                                                                                 |                                         |             |                           | | Bolivar fuerte                                                         | VEF              |                                                                                     | | |
| Couronne de Bohême-Moravie                     |      | Protectorat de Bohême-Moravie | 1945                                                                                            |                                         |             |                           | | Couronne tchécoslovaque                                                | CSK              | 1 CSK = 1 BMK                                                                       | Restauration de la République tchécoslovaque | |
| Couronne tchécoslovaque                        |      | CSK Tchécoslovaquie           | 8 février 1993                                                                                  |                                         |             |                           | | couronne tchèque couronne slovaque                                     | CZK SKK          | 1 CZK = 1 CSK 1 SKK = 1 CSK                                                         | Scission du pays en deux entités : la République tchèque et la Slovaquie, voir Révolution de velours | |
| Couronne estonienne (première)                 |      | Estonie                       | 1928-1940                                                                                       |                                         |             |                           | | Rouble soviétique                                                      | SUR              | 1 SUR = 0,8 EEK1                                                                    | Invasion soviétique. | |
| Couronne estonienne (seconde)                  | EEK  | Estonie                       | 20/06/1992 - 31/12/2010                                                                         |                                         |             |                           | | Euro                                                                   | EUR              | 1 EUR = 15,6466 EEK                                                                 | Union monétaire européenne : voir le Traité de Maastricht | |
| Couronne islandaise (première)                 | ISJ  | Islande                       | 1918 - 31/12/1980                                                                               |                                         |             |                           | | Couronne islandaise (seconde)                                          | ISK              | 1 ISK = 100 ISJ                                                                     | Réévaluation. | |
| Couronne slovaque                              | SKK  | Slovaquie                     | 08/02/1993 - 31/12/2008                                                                         | Couronne tchécoslovaque                 | CSK         | 1 SKK = 1 CSK             | Indépendance de la Slovquie. | Euro                                                                   | EUR              | 1 EUR = 30,1260 SKK                                                                 | Union monétaire européenne : voir le Traité de Maastricht | |
| Dinar serbe dit « serbo-monténégrin »          | CSD  | Serbie-et-Monténégro          | 2003 - 2006                                                                                     | Euro Dinar serbe                        | Dinar serbe | YUM                       | 1 CSD = 1 YUM | La République fédérale de Yougoslavie devient la Serbie-et-Monténégro. | Euro Dinar serbe | EUR RSD                                                                             | - 1 RSD = 1 CSD | Indépendance de la Serbie et du Monténégro. Le nouveau dinar serbe est la même monnaie que le dinar serbe dit « serbo-monténégrin », avec seulement un changement de code ISO 4217, puisque le Monténégro avait déjà adopté l'euro avant et que la Serbie est successeur direct de l'ancienne union. |
| Dinar yougoslave dit serbe                     | YUS  | Royaume de Yougoslavie        | 1918 - 1941                                                                                     | -                                       | -           | -                         | - | Dinar serbe Kuna croate …                                              |                  | -                                                                                   | Invasion allemande. | |
| Dinar yougoslave                               | YUM  | RF Yougoslavie                | 1992 ? - 2003                                                                                   | -                                       | -           | -                         | - | Euro Dinar serbe dit « serbo-monténégrin »                             | EUR CSD          | - 1 CSD = 1 YUM                                                                     | La République fédérale de Yougoslavie devient la Serbie-et-Monténégro, où seule la Serbie utilise le nouveau dinar. Le Monténégro utilise l'euro depuis son introduction, en remplacement du mark allemand. | |
| Drachme grecque                                | GRD  | Grèce                         | 28 février 2002                                                                                 | -                                       | -           | -                         | - | Euro                                                                   | EUR              | 1 EUR = 340,750 GRD                                                                 | Union monétaire européenne : voir le Traité de Maastricht | |
| Escudo portugais                               | PTE  | Portugal                      | 28 février 2002                                                                                 | -                                       | -           | -                         | - | Euro                                                                   | EUR              | 1 EUR = 200,482 PTE                                                                 | Union monétaire européenne : voir le Traité de Maastricht | |
| Florin néerlandais                             | NLG  | Pays-Bas                      | ? - 28 février 2002                                                                             | -                                       | -           | -                         | - | Euro                                                                   | EUR              | 1 EUR = 2,20371 NLG                                                                 | Union monétaire européenne : voir le Traité de Maastricht | |
| Franc andorran                                 | ADF  | Andorre                       | ? - 28 février 2002                                                                             | -                                       | -           | -                         | - | Euro                                                                   | EUR              | 1 EUR = 6,55957 ADF                                                                 | de facto | |
| Franc belge                                    | BEF  | Belgique                      | ? - 28 février 2002                                                                             | -                                       | -           | -                         | - | Euro                                                                   | EUR              | 1 EUR = 40,3399 BEF                                                                 | Union monétaire européenne : voir le Traité de Maastricht | |
| Franc français                                 | FRF  | France                        | ? - 17 février 2002                                                                             | « Ancien » franc                        | Pas de code | 1 FRF = 100 FRFAnc.       | Réévaluation du franc. | Euro                                                                   | EUR              | 1 EUR = 6,55957 FRF                                                                 | Union monétaire européenne : voir le Traité de Maastricht | |
| Franc monégasque                               | MCF  | Monaco                        | ? - 17 février 2002                                                                             | « Ancien » franc                        | Pas de code | 1 MCF = 100 MCFAnc.       | Réévaluation du franc, en même temps que le franc français, pour rester à parité. | Euro                                                                   | EUR              | 1 EUR = 6,55957 MCF                                                                 | Union monétaire européenne : voir le Traité de Maastricht | |
| Franc luxembourgeois                           | LUF  | Luxembourg                    | 28 février 2002                                                                                 | -                                       | -           | -                         | - | Euro                                                                   | EUR              | 1 EUR = 40,3399 LUF                                                                 | Union monétaire européenne : voir le Traité de Maastricht | |
| Franc sarrois                                  |      | Protectorat de la Sarre       | 6 juillet 1959                                                                                  | -                                       | -           | -                         | - | Mark allemand                                                          | DEM              | 100 SarF = 0,8607 DEM                                                               | Rattachement de la Sarre à la RFA le 1er janvier 1957 : conséquence des Accords de Luxembourg | |
| Lats                                           | LVL  | Lettonie                      | 3 août 1922 - 31 décembre 2013                                                                  | -                                       | -           | -                         | - | Euro                                                                   | EUR              | 1 EUR = 0,702 804 LAT                                                               | Entrée dans la zone euro | |
| Lev bulgare (1er)                              | BGJ  | Bulgarie                      | 1881 - 1952                                                                                     | ?                                       | ?           | ?                         | Indépendance de l'Empire ottoman. | Lev bulgare (2e)                                                       | BGK              | 1 BGK = 100 BGJ                                                                     | Première redénomination à la suite de l'inflation d'après-guerre. | |
| Lev bulgare (2e)                               | BGK  | Bulgarie                      | 1952 - 1962                                                                                     | Lev bulgare (1er)                       | BGJ         | 1 BGK = 100 BGJ           | Première redénomination à la suite de l'inflation d'après-guerre. | Lev bulgare (3e)                                                       | BGL              | 1 BGL = 10 BGK                                                                      | Nouvelle dévaluation. Le lev resta ensuite officiellement stable pendant près de trois décennies, mais n'était pas convertible et se négociait pour une valeur 5 à 10 fois moindre au marché noir.          | |
| Lev bulgare (3e)                               | BGL  | Bulgarie                      | 1962 - 1999                                                                                     | Lev bulgare (2e)                        | BGK         | 1 BGL = 10 BGK            | Nouvelle dévaluation. Le lev resta ensuite officiellement stable pendant près de trois décennies, mais n'était pas convertible et se négociait pour une valeur 5 à 10 fois moindre au marché noir. | Lev bulgare (4e et Der)                                                | BGN              | 1 BGN = 1 000 BGL                                                                   | - | |
| Lire italienne                                 | ITL  | Italie Saint-Marin Vatican    | 17 mars 1861 - 28 février 2002                                                                  | -                                       | -           | -                         | - | Euro                                                                   | EUR              | 1 EUR = 1936,27 ITL                                                                 | Union monétaire européenne : voir le Traité de Maastricht | |
| Lire de Saint-Marin                            | SML  | Saint-Marin Italie Vatican    |                                                                                                 |                                         |             |                           | | Euro                                                                   | EUR              | 1 EUR = 1936,27 SML                                                                 | Union monétaire européenne : voir le traité de Maastricht | |
| Lire maltaise                                  | MTL  | Malte                         |                                                                                                 |                                         |             |                           | | Euro                                                                   | EUR              | 1 EUR = 0.42... MTL                                                                 | Union monétaire européenne : voir le traité de Maastricht | |
| Lire vaticane                                  | VAL  | Vatican Italie Saint-Marin    |                                                                                                 |                                         |             |                           | | Euro                                                                   | EUR              | 1 EUR = 1936,27 ITL                                                                 | Union monétaire européenne : voir le traité de Maastricht | |
| Litas                                          | LTL  | Lituanie                      | 2 octobre 1922 - 31 décembre 2014                                                               | -                                       | -           | -                         | - | Euro                                                                   | EUR              | 1 EUR = 3,45280 LTL                                                                 | Entrée dans la zone euro | |
| Livre chypriote                                | CYP  | Chypre                        |                                                                                                 |                                         |             |                           | | Euro                                                                   | EUR              | 1 EUR = 0,... CYP                                                                   | Union monétaire européenne : voir le Traité de Maastricht | |
| Livre irlandaise (première)                    | -    | Royaume d'Irlande             | 997-1826                                                                                        |                                         |             |                           | | Livre sterling                                                         | GBP              |                                                                                     | Traité d'Union fusionnant la Grande-Bretagne et le Royaume d'Irlande en le Royaume-Uni de Grande-Bretagne et d'Irlande.                                                                                     | |
| Livre irlandaise (seconde)                     | IEP  | Irlande                       | 1927 - 9 février 2002                                                                           | Livre sterling                          | GBP         | ?                         | Indépendance de l'Irlande vis-à-vis du Royaume-Uni. | Euro                                                                   | EUR              | 1 EUR = 0,787564 IEP                                                                | Union monétaire européenne : voir le Traité de Maastricht | |
| Livre turque (ancienne)                        | TRL  | Turquie                       | 1923 - 2005                                                                                     | -                                       | -           | -                         | - | Nouvelle livre turque                                                  | TRY              | 1 TRY = 1 000 000 TRL                                                               | ? | |
| Mark allemand                                  | DEM  | Allemagne                     | 1948 - 31 décembre 2001                                                                         |                                         |             |                           | | Euro                                                                   | EUR              | 1 EUR = 1,95583 DEM                                                                 | Union monétaire européenne : voir le Traité de Maastricht | |
| Mark est-allemand                              | DDM  | Allemagne de l'Est            | 1er juillet 1990                                                                                |                                         |             |                           | | Mark allemand                                                          | DEM              | 1 DEM = 1 DDM                                                                       | réunification allemande, le 3 octobre 1990 | |
| Mark estonien                                  |      | Estonie                       | 1erjanvier 1928                                                                                 |                                         |             |                           | | Couronne estonienne                                                    | EEK              | 1 EEK = 100 EEM                                                                     | | |
| Mark finlandais (premier)                      |      | Finlande                      | 4 avril 1860 - 1963                                                                             |                                         |             |                           | | Mark finlandais (second)                                               | FIM              | 1 FIM = 100 FIM1                                                                    | Réforme monétaire de 1963, à la suite de la forte inflation subie pendant la Seconde Guerre mondiale. | |
| Mark finlandais (second)                       | FIM  | Finlande                      | 28 février 2002                                                                                 | Mark finlandais (premier)               |             | 1 FIM = 100 FIM1          | Réforme monétaire de 1963, à la suite de la forte inflation subie pendant la Seconde Guerre mondiale.                                                                                              | Euro                                                                   | EUR              | 1 EUR = 5,94573 FIM                                                                 | Union monétaire européenne : voir le Traité de Maastricht | |
| Pengő                                          |      | Hongrie                       | 31 juillet 1946                                                                                 | -                                       | -           | -                         | - | Forint                                                                 | HUF              | 1 HUF = 4×1029 HUP                                                                  | République de Hongrie | |
| Peseta andorrane                               | ADP  | Andorre                       | 28 février 2002                                                                                 | -                                       | -           | -                         | - | Euro                                                                   | EUR              | 1 EUR = 166,386 ADP                                                                 | Union monétaire européenne : voir le Traité de Maastricht | |
| Peseta espagnole                               | ESP  | Espagne                       | 28 février 2002                                                                                 | -                                       | -           | -                         | - | Euro                                                                   | EUR              | 1 EUR = 166,386 ESP                                                                 | Union monétaire européenne : voir le Traité de Maastricht | |
| Reichsmark                                     |      | Allemagne                     | 20 juin 1948                                                                                    | -                                       | -           | -                         | - | Mark allemand                                                          | DEM              | 1 DEM = 1 RM pour les 40 premiers Reichsmarks, puis 1 DEM = 10 RM pour les suivants | Réforme monétaire des trois zones occidentales | |
| Reichsmark                                     |      | Allemagne de l'Est            | juillet 1948                                                                                    | -                                       | -           | -                         | - | Mark est-allemand                                                      | DDM              | ?                                                                                   | Réforme monétaire de la zone soviétique | |
| Rouble biélorusse (premier)                    | BYB  | Biélorussie                   | 1992 - 2000                                                                                     | -                                       | -           | -                         | - | Rouble biélorusse (deuxième)                                           | BYR              | 1 BYR = 1000 BYB                                                                    | ? | |
| Rouble biélorusse (deuxième)                   | BYR  | Biélorussie                   | 2000 - 2016                                                                                     | -                                       | -           | -                         | - | Rouble biélorusse (troisième)                                          | BYN              | 1 BYN = 10000 BYR                                                                   | ? | |
| Rouble letton (premier)                        |      | Lettonie                      | 1919 - 1922                                                                                     | -                                       | -           | -                         | - | Lats letton (premier)                                                  |                  | 1 LVL1 = 50 LVR1                                                                    | ? | |
| Rouble letton (deuxième)                       | LVR  | Lettonie                      | 1993                                                                                            | -                                       | -           | -                         | - | Lats letton                                                            | LVL              | 1 LVL = 200 LVR                                                                     | Réforme monétaire de 1993 | |
| Rouble russe                                   | RUR  | Russie                        | 1er janvier 1998                                                                                | -                                       | -           | -                         | - | Rouble russe                                                           | RUB              | 1 RUB = 1000 RUR                                                                    | période d'inflation en Russie | |
| Rouble soviétique                              | SUR  | Union soviétique              | 1993                                                                                            | -                                       | -           | -                         | - | Rouble russe en Russie                                                 | RUB              | 1 RUR = 1 SUR                                                                       | disparition de l'URSS en décembre 1991 | |
| Rouble soviétique                              | SUR  | Union soviétique              | 20 juin 1992                                                                                    | -                                       | -           | -                         | - | Couronne estonienne en Estonie                                         | EEK              | 1 EEK = 10 SUR                                                                      | Indépendance de l'Estonie | |
| Rouble soviétique                              | SUR  | Union soviétique              | mai 1992                                                                                        | -                                       | -           | -                         | - | Rouble letton en Lettonie                                              | LVR              | 1 LVR = 1 SUR                                                                       | Indépendance de la Lettonie le 4 mai 1990 Réforme monétaire du 4 mai 1992 | |
| Rouble soviétique                              | SUR  | Union soviétique              | 1er mai 1992 (introduction de la nouvelle monnaie), 1er octobre 1992 (sortie de la zone rouble) | -                                       | -           | -                         | - | Talonas lituanien en Lituanie                                          | LTT              | 1 RUB = 1 LTT                                                                       | Indépendance de la Lituanie en février 1990 Loi monétaire de novembre 1991 | |
| Schilling autrichien (premier)                 |      | Autriche                      | loi du 20 décembre 1924 - 25 avril 1938                                                         | Couronne austro-hongroise               |             | 1 ATS1 = 10 000 AHK       | Indépendance de l'Autriche (dissolution de l'Autriche-Hongrie) | Reichsmark                                                             |                  | 1 RM = 1,5 ATS1                                                                     | Anschluss | |
| Schilling des forces alliées                   |      | Autriche                      | 30 novembre 1945 - 1947                                                                         | Reichsmark                              |             | 1 AlS = 1 RM              | Occupation de l'Autriche à la suite de sa libération après la Seconde Guerre mondiale. | Schilling autrichien (deuxième)                                        | ATS              | 1 ATS = 1 AlS pour les 150 premiers schillings puis 1 ATS = 3 AlS                   | Loi du 21 novembre 1947 établissant le « second » schilling. | |
| Schilling autrichien (deuxième)                | ATS  | Autriche                      | 21 novembre 1947 - 28 février 2002                                                              | Reichsmark Schilling des forces alliées |             | 1 ATS = 1 RM 1ATS = 1 AlS | L'Autriche redevient indépendante après la Seconde Guerre mondiale. Loi du 21 novembre 1947 établissant le « second » schilling.                                                                   | Euro                                                                   | EUR              | 1 EUR = 13,7603 ATS                                                                 | Union monétaire européenne : voir le Traité de Maastricht | |
| Tolar slovène                                  | SIT  | Slovénie                      | 8 octobre 1991 - 31 décembre 2006                                                               | Dinar yougoslave                        | YUD         | 1 SIT = 1 YUD             | Indépendance de la Slovénie | Euro                                                                   | EUR              | 1 EUR = 239,640 SIT                                                                 | Union monétaire européenne : voir le Traité de Maastricht | |